# Sakaka
Sakaka (arabisch سكاكا, DMG Sakākā; auch Sakakah) ist eine Stadt im Nordwesten Saudi-Arabiens und die Hauptstadt der Provinz al-Dschauf. Sie befindet sich nördlich von der Nafud-Wüste. Sakaka umfasste bei einer Bevölkerungszählung 2022 204.174 Einwohner.

## Geschichte
Die Geschichte von al-Dschauf reicht über 4000 Jahre zurück. 
In den vergangenen Jahren investierte die Regierung Saudi-Arabiens Geld in die Region al-Dschauf, besonders in Sakaka, um der ökonomisch ausgehungerten Region des Königreichs bei der Entwicklung zu helfen. Daher ist die Stadt voller neuer Regierungsgebäude, Schulen und Krankenhäuser, die an brüchige Ruinen älterer Gebäude grenzen, die Jahrzehnte alt sind und dringend renoviert werden müssen.

## Klima
Das Köppen-Geiger-Klimaklassifizierungssystem klassifiziert das Klima Sakakas als heiße Wüste (BWh).
|                        | Jan  | Feb  | Mär  | Apr  | Mai  | Jun  | Jul  | Aug  | Sep  | Okt  | Nov  | Dez  |   |      |
| Mittl. Temperatur (°C) | 9,7  | 12,6 | 16,7 | 22,6 | 27,5 | 31   | 32,9 | 32,8 | 31   | 25,5 | 17,2 | 11,2 | ⌀ | 22,6 |
| Mittl. Tagesmax. (°C)  | 15,5 | 18,8 | 23,4 | 29,3 | 34,2 | 37,8 | 39,4 | 39,4 | 38,1 | 32,6 | 23,2 | 17,3 | ⌀ | 29,1 |
| Mittl. Tagesmin. (°C)  | 4    | 6,5  | 10   | 15,9 | 20,8 | 24,2 | 26,4 | 26,2 | 23,9 | 18,4 | 11,2 | 5,2  | ⌀ | 16,1 |
|                        |      |      |      |      |      |      |      |      |      |      |      |      |   |      |
| Niederschlag (mm)      | 11   | 4    | 9    | 13   | 0    | 2    | 0    | 0    | 0    | 10   | 6    | 9    | Σ | 64   |

| 4 |

| 6,5 |

| 10 |

| 15,9 |

| 20,8 |

| 24,2 |

| 26,4 |

| 26,2 |

| 23,9 |

| 18,4 |

| 11,2 |

| 5,2 |

| 4 |

| 6,5 |

| 10 |

| 15,9 |

| 20,8 |

| 24,2 |

| 26,4 |

| 26,2 |

| 23,9 |

| 18,4 |

| 11,2 |

| 5,2 |

| N i e d e r s c h l a g | 11  | 4   | 9   | 13  | 0   | 2   | 0   | 0   | 0   | 10  | 6   | 9   |
|                         | Jan | Feb | Mär | Apr | Mai | Jun | Jul | Aug | Sep | Okt | Nov | Dez |

## Bildung
Einige Kilometer südlich der Stadt liegt der Campus der Universität al-Dschauf (Al Jouf University bzw. Dschamiʿat al-Dschauf), die im Jahr 2005 gegründet wurde.
Es gibt sowohl einige Schulen, die von der Regierung geführt werden, als auch private Schulen. Die Stadt umfasst drei Englischschulen: die Sakaka International School, die eine indische Schule ist und CBSE-Kurse umfasst, die internationale Schule Al-Jouf mit britischem Lehrplan und die internationale Schule Alqimam mit amerikanischem Studienplan.

## Verkehr
Der Flughafen al-Dschauf liegt etwa 24 km südwestlich von Sakaka und bietet Flugverbindungen in den Rest Saudi-Arabiens sowie in einige Nachbarländer.

## Sehenswürdigkeiten
Die Region ist reich an archäologischen Sehenswürdigkeiten, wie der Burg Za'bal und der Zisterne, die Omar-ibn-al-Chattab-Moschee, die sich in Dumat al-Dschandal befindet, und das Schloss Mard (südlich von Sakaka). Außerdem befinden sich hier die Radschadschil-Steine, eine nahezu 6000 Jahre alte archäologische Fundstätte.

## Persönlichkeiten
- Mohammed al-Kuwaykibi (* 1994), Fußballspieler